# Kościół Wniebowzięcia Najświętszej Maryi Panny w Rąpinie
Kościół pw. Wniebowzięcia Najświętszej Maryi Panny w Rąpinie – ceglany kościół zlokalizowany we wsi Rąpin, w gminie Drezdenko, w województwie lubuskim. Istnieje przy nim parafia Nawiedzenia Najświętszej Maryi Panny.

## Historia
Neogotycki obiekt powstał w latach 1898-1903 dla miejscowych protestantów, mimo że wieś początkowo zasiedliło 22 kolonistów polskich (1747). W okresie międzywojennym powstała pastorówka (obecna plebania). Od 1994 funkcjonuje tu parafia prowadzona przez Kanoników Regularnych Laterańskich. 

## Wyposażenie
Na elewacji wejściowej trzy blendy - na środkowej z nich masywna figura Chrystusa Dobrego Pasterza. W kruchcie wisi tablica upamiętniająca odnowienie kościoła, a od zewnątrz umieszczono epitafium ks. Henryka Walczaka - pierwszego miejscowego proboszcza. 

## Otoczenie
Obok kościoła stoi figura maryjna z tablicą pamiątkową z 1984 Na wieczną cześć i chwałę Boga Rodzicielce, ufundowana przez mieszkańców Rąpina, Marzenina i ks. Henryka Walczaka. Obok postawiono krzyż fundacji Aliny i Zenona Urbańskich. Przy świątyni rośnie zabytkowy dąb o obwodzie 380 cm. 

## Wyposażenie
- witraż z wyobrażeniem Chrystusa Zmartwychwstałego, dwa witraże boczne z motywami roślinnymi,
- skromna nastawa ołtarzowa,
- chrzcielnica z piaskowca z napisem na nakrywie: Gesch. V. Johanes Grundler, Pfarer in Eschbruch 1887– 1905,
- ambona drewniana,
- organy ze szczecińskiego warsztatu B. Bruneberga z 1903[5].

## Galeria

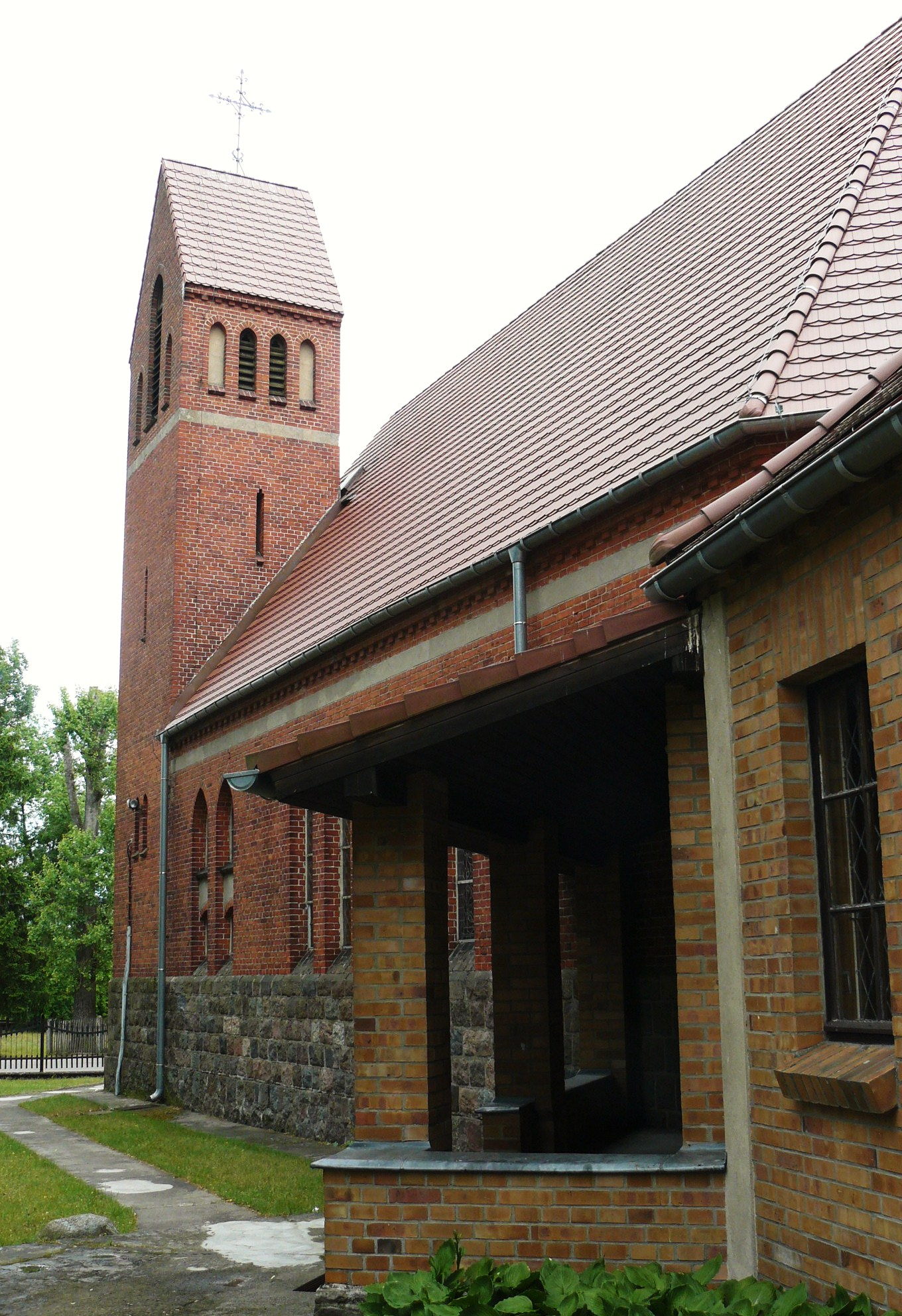
Wieża
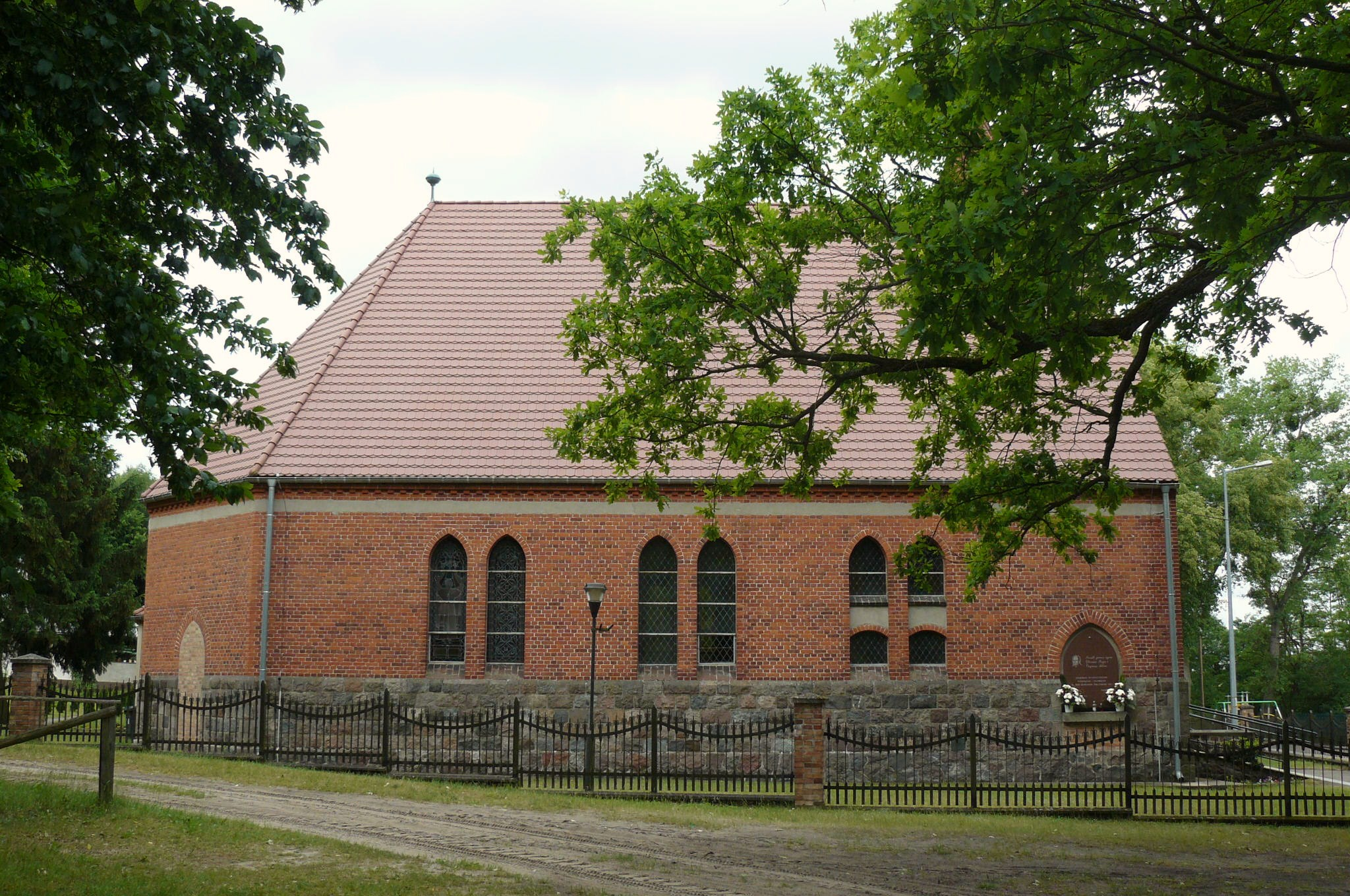
Elewacja boczna
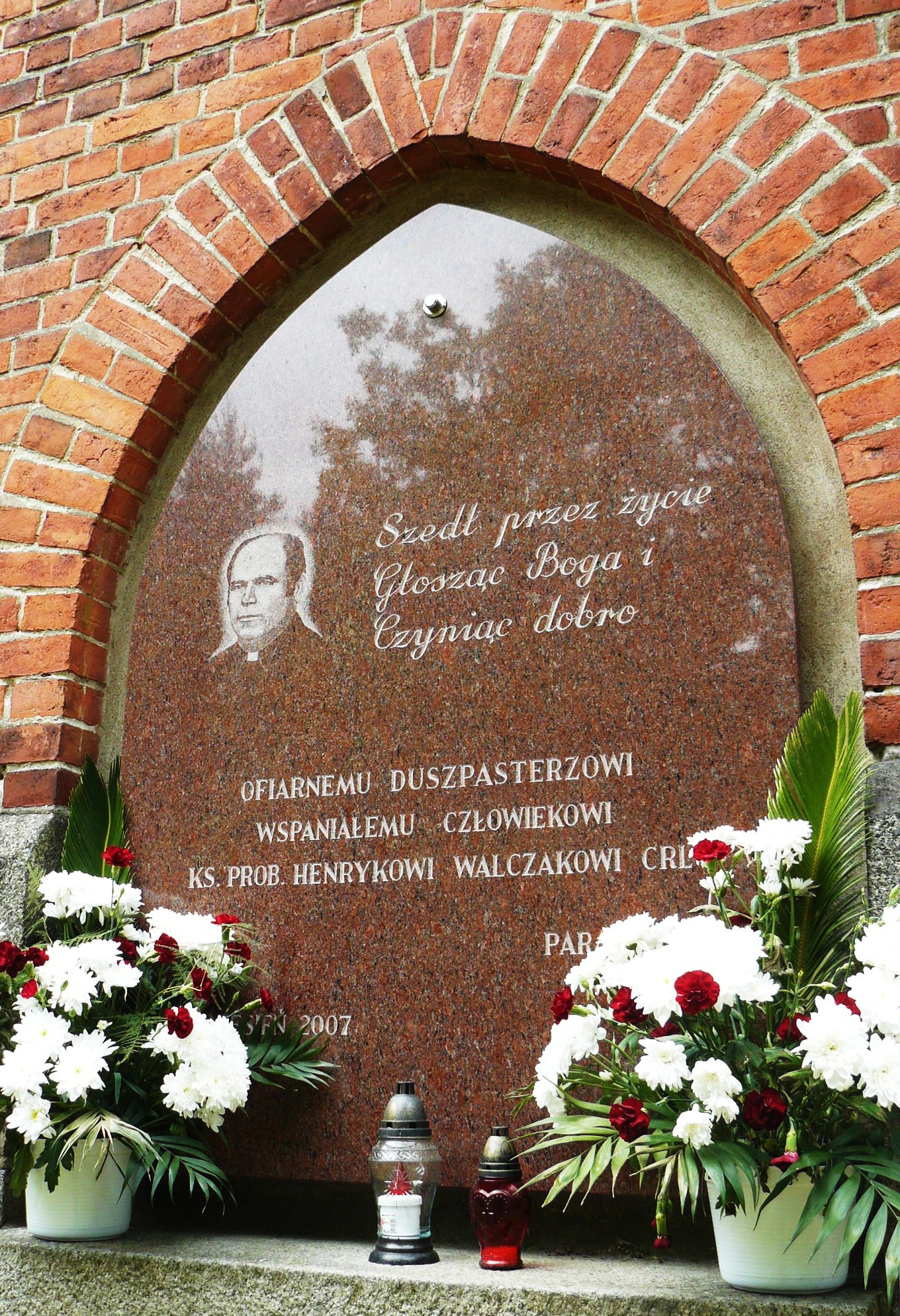
Tablica ks. Walczaka